# Роберт Приц
Ро́берт Приц (швед. Robert Prytz, нар. 12 січня 1960, Мальме) — шведський футболіст, що грав на позиції півзахисника. Найкращий шведський футболіст 1986 року.

## Клубна кар'єра
У дорослому футболі дебютував 1977 року виступами за команду клубу «Мальме», в якій провів п'ять сезонів, взявши участь у 80 матчах чемпіонату. У складі «Мальме» був одним з головних бомбардирів команди, маючи середню результативність на рівні 0,34 голу за гру першості.
Своєю грою за цю команду привернув увагу представників тренерського штабу шотландського «Рейнджерса», до складу якого приєднався 1982 року. Відіграв за команду з Глазго наступні три сезони своєї ігрової кар'єри. Більшість часу, проведеного у складі «Рейнджерс», був основним гравцем команди.
Згодом з 1985 по 1989 рік грав у складі команд клубів «Гетеборг», «Янг Бойз», «Юрдінген 05» та «Аталанта».
1989 року уклав контракт з «Вероною», у складі якої провів наступні чотири роки своєї кар'єри гравця. Граючи у складі «Верони» також здебільшого виходив на поле в основному складі команди.
Протягом 1993–1997 років захищав кольори «Мальме» та швейцарського «Янг Бойз».
1997 року повернувся до Шотландії, де протягом двох років встиг пограти за «Кілмарнок», «Дамбартон», «Ковденбіт» та «Іст Файф». Завершив професійну ігрову кар'єру у клубі «Гамільтон Академікал», за команду якого виступав протягом 2000–2001 років.

## Виступи за збірну
1980 року дебютував в офіційних матчах у складі національної збірної Швеції. Протягом кар'єри у національній команді, яка тривала 10 років, провів у формі головної команди країни 56 матчів, забивши 14 голів.

## Титули і досягнення
- Чемпіон Швеції (1):

«Мальме»: 1977
- Володар Кубка Швеції (1):

«Мальме»: 1979-80
- Володар Кубка шотландської ліги (2):

«Рейнджерс»: 1983-84, 1984-85
- Чемпіон Швейцарії (1):

«Янг Бойз»: 1985-86
- Володар Кубка Швейцарії (1):

«Янг Бойз»: 1986-87
- Володар Суперкубка Швейцарії (1):

«Янг Бойз»: 1986
- Найкращий шведський футболіст року (1):

1986